# حكومة بهجت التلهوني الأولى
حكومة بهجت التلهوني الأولى هي الحكومة الثانية والأربعون من حكومات المملكة الأردنية الهاشمية. شكّل بهجت التلهوني الحكومة في 29 أغسطس 1960، بتكليف من ملك الأردن الحسين بن طلال. وقد حلّت الحكومة في 28 يونيو 1961.

## الحكومة
| #  | الاسم                            | المهام الوزارية                     |
| -- | -------------------------------- | ----------------------------------- |
| 1  | دولة السيد بهجت التلهوني         | رئيس الوزراء                        |
| 2  | السيد انور النشاشيبي             | وزير المواصلات والانشاء والتعمير    |
| 3  | السيد عاكف الفايز                | وزيرالدفاع                          |
| 4  | السيد يعقوب معمر                 | وزيرالاشغال العامة                  |
| 5  | السيد رفيق الحسيني               | وزيرالاقتصاد الوطني                 |
| 6  | سماحة الشيخ محمد الامين الشنقيطي | قاضي للقضاة ووزيرا التربية والتعليم |
| 7  | السيد فلاح المدادحه              | وزير الداخلية                       |
| 8  | السيد موسى ناصر                  | وزير الخارجية                       |
| 9  | السيد هاشم الجيوسي               | وزير المالية                        |
| 10 | الدكتور جميل التوتنجي            | وزير الصحة                          |
| 11 | السيد وصفي ميرزا                 | وزير الزراعة والشؤون الاجتماعية     |
| 12 | سماحة الشيخ محمد علي الجعبري     | وزير العدلية                        |

## التعديلات
التعديل الاول
| التسلسل | الاسم                       | المهام الوزارية                    | ت التعديل  |
| ------- | --------------------------- | ---------------------------------- | ---------- |
| 1       | معالي السيد علي نصوح الطاهر | وزيرا الزراعة والانشاء والتعمير    | 08/12/1960 |
| 2       | معالي السيد وصفي ميرزا      | وزيرا المواصلات والشؤون الاجتماعية | 08/12/1960 |

التعديل الثاني
| التسلسل | الاسم                  | المهام الوزارية                                   | ت التعديل  |
| ------- | ---------------------- | ------------------------------------------------- | ---------- |
| 1       | معالي السيد وصفي ميرزا | وزيرالمواصلات والشؤون الاجتماعية وللدفاع بالوكالة | 27/03/1961 |

## وصلات خارجية
- موقع رئاسة الوزراء